# Nice Guys
Nice Guys, album utgivet 1984 av The Everly Brothers. Nice Guys var duons 21:e studioalbum och det gavs ut på skivbolaget Magnum Force i England. 
Även detta album består av gamla, tidigare outgivna, inspelningar.

## Låtlista
1. "Trouble" (okänd)
2. "What About Me" (Gerry Goffin/Carole King)
3. "Eden To Cainin'"
4. "Chains" (Gerry Goffin/Carole King)
5. "Meet Me In The Bottom" (John Lee Hooker)
6. "In The Good Old Days"
7. "Nice Guys" (Gerry Goffin/Carole King)
8. "Stained Glass Morning"
9. "Dancing On My Feet" (Phil Everly)
10. "Mr. Soul"
11. "Don't You Even Try" (okänd)
12. "Kiss Your Man Goodbye" (Don Everly/Phil Everly)